# Joy (Magazin)
Joy (englisch für Freude) war eine deutsche Frauenzeitschrift, die bei zuletzt Ocean Global erschien.
Die Zeitschrift erschien ab 1995 monatlich bei der Marquard Media Gruppe, die damit eine jüngere Zielgruppe als die Zeitschrift Cosmopolitan ansprechen wollte. In den folgenden Jahren  wurden Lizenzausgaben in weiteren Ländern veröffentlicht, sodass zeitweise 18 internationale Ausgaben erschienen. Im Mai 2012 wurde die Zeitschrift an die Bauer Media Group verkauft, die seitdem auch Lizenzgeber der internationalen Ausgaben ist. Ab September 2019 wurde Joy zusammen mit Closer, InTouch und Shape von einer von Angela Meier-Jakobsen geleiteten Gemeinschaftsredaktion in Hamburg produziert. Zuvor befand sich der Redaktionssitz in München. Seit August 2020 erschien die Zeitschrift zehnmal jährlich beim Kieler Verlag Ocean Global, der dafür eine Lizenz von der Bauer Media Group erwarb.
Aus dem 2003 gestarteten Ableger Joy Celebrity entstand 2004 die Zeitschrift Celebrity, die 2008 wieder eingestellt wurde.
Seit 2007 vergab die Zeitschrift den Joy Trend Award. Einen Monat lang haben Leserinnen die Gelegenheit auf der Website für Trendprodukte in den Kategorien Beauty, Fashion und Lifestyle ihre Stimme abzugeben. Die Gewinner werden von Leserinnen und einer Fachjury gewählt. In jeder Kategorie konnten mehrere Preise vergeben werden.
| 1998   | 1999   | 2000   | 2001   | 2002   | 2003   | 2004   | 2005   | 2006   | 2007   | 2008   | 2009   | 2010   | 2011   | 2012   | 2013   | 2014   | 2015   | 2016   | 2017   | 2018   | 2019   | 2020   | 2021   | 2022  | 2023 | 2024 |
| ------ | ------ | ------ | ------ | ------ | ------ | ------ | ------ | ------ | ------ | ------ | ------ | ------ | ------ | ------ | ------ | ------ | ------ | ------ | ------ | ------ | ------ | ------ | ------ | ----- | ---- | ---- |
| 145844 | 153160 | 151544 | 140067 | 451030 | 456576 | 430964 | 442606 | 427449 | 371856 | 321519 | 372840 | 314036 | 334177 | 274225 | 256286 | 214825 | 231682 | 186953 | 163205 | 150154 | 115289 | 105950 | 105475 | 92404 |      |      |

Die Erscheinungsfrequenz wurde im Januar 2015 von wöchentlich auf zweiwöchentlich umgestellt und im Januar 2020 von zweiwöchentlich auf monatlich. Zum Jahreswechsel 2022/23 wurde die Zeitschrift dann ganz eingestellt.